# Mega Man IV (Game Boy)
Mega Man IV, в Японии известная под названием Rockman World 4 (яп. ロックマンワールド Роккуман Ва:рудо 4) — четвёртая часть серии игр Mega Man для портативной консоли Game Boy. Впервые игра была выпущена 29 октября 1993 года в Японии.

## Сюжет
После прохождения первых четырёх боссов (Toad Man, Bright Man, Pharaoh Man и Ring Man) игроку демонстрируется небольшая заставка, в которой Мегамена можно видеть перед замком. В среднем уровне Мегамен уничтожает спутниковую пушку и Баллада, созданного доктором Вайли. Затем Мегамен телепортируется и собирается уничтожить оставшуюся четверку роботов.
После уничтожения следующих четырёх боссов Мегамену придётся снова сразиться с Балладом. После уничтожения и этого босса игроку предстоит пройти уровень, в конце которого он встретится с финальным боссом — доктором Вайли. После победы над доктором Вайли игроку демонстрируется заставка — доктор Вайли падает на колени и просит у него прощения. Мегамен покидает уничтожающийся космический корабль, где около выхода встречает Баллада, который жертвует собой, чтобы спасти Мегамена. Мегамена высасывает в космическое пространство и он улетает на Раше, наблюдая, как космический корабль взрывается.

## Отзывы
| Иноязычные издания | Иноязычные издания |
| Издание            | Оценка             |
| ------------------ | ------------------ |
| EGM                | 7,75 out of 10     |
| Nintendo Power     | 3,575 out of 5     |
| Game Players       | 86 %               |

Mega Man IV получил положительные отзывы.